# Heinrich Dusemer
Heinrich Dusemer von Arfberg (... – 1351) è stato il ventunesimo Gran maestro dell'Ordine teutonico dal 1345 fino alla sua morte.

## Biografia
Dusemer proveniva dalla Svevia e aderì all'Ordine Teutonico nel 1311. Come giovane cavaliere combatté contro i Lituani. La leggenda vuole che proprio durante questi scontri avesse avuto frequenti duelli con il Granduca Vytenis di Lituania. Dimostrando così coraggio e sprezzo del pericolo, avanzò rapidamente nella gerarchia dell'ordine.
Nel 1318 divenne membro del convento del castello di Labiau e nel 1329, Komtur di Ragnit. Nel 1333 divenne Vogt di Sambia e nel 1334 divenne Komtur di Brandeburgo-Ushakov. L'anno successivo, Dusemer divenne Gran Maresciallo e Komtur di Königsberg. Nel 1339 entrò in conflitto con il Gran Maestro Dietrich von Altenburg dal quale venne punito e degradato. Egli venne inviato a Strasburgo dove ottenne la komtur locale. Egli venne ristabilito nell'ordine dal Gran Maestro successivo, Ludolf König.
Il 13 dicembre 1345, il capitolo dell'ordine, riunitosi al Castello di Marienburg, scelse Dusemer come Gran Maestro successore, dal momento che le continue sconfitte dell'ordine in campo politico imponevano una guida di solida esperienza bellica. Poco dopo la sua nomina, Dusemer attaccò la Lituania in una campagna che si concluse con la totale vittoria sulle armate lituane sul fiume Strawa il 2 febbraio 1348.
Il piano di conquista della Lituania fu ad ogni modo bloccato dal dilagare della peste che aveva raggiunto la ragione della Prussia e aveva costretto Dusemer a ritirare le proprie armate dai territori conquistati. Ad ogni modo l'ordine fu in grado di raggrupparsi in seguito, e Dusemer decise di rassegnare le proprie dimissioni da Gran Maestro. Dopo che Winrich von Kniprode venne nominato al suo posto, Dusemer si ritirò in Brattiana e non ricoprì altre funzioni di rilievo.
Dusemer morì nel 1351 e venne sepolto nel castello di Marienburg nel mausoleo sotterraneo della cappella di Sant'Anna.